# Christ Church Cathedral, Stanley
Christ Church Cathedral är en kyrkobyggnad på Ross Road i Stanley, Falklandsöarna.  Den tillhör den Anglikanska kyrkogemenskapen, och är samfundets sydligaste katedral. Den kallas, trots sin litenhet, för katedral (domkyrka) därför att den tidigare var säte för biskopen över anglikaner i hela Sydamerika. Numera är den församlingskyrka för Falklandsöarnas församling, som omfattar anglikaner inom Falklandsöarna,  Sydgeorgien och Sydsandwichöarna samt forskningsstationer inom Brittiska Antarktis.

## Historia
På platsen låg tidigare Holy Trinity Church (en flygel av en träbyggnad kallad The Exchange Building), som raserades av ett jordskred (torvglidning) år 1886.  För det nya kyrkobygget anlitades den brittiske arkitekten Arthur Blomfield (1829-1899). Den uppfördes åren 1890-92 av tegel och lokal sten i nygotisk stil. Katedralen invigdes den 21 februari 1892 av biskop Waite Hockin Stirling. Ett av Stanleys mest kända landmärken, den så kallade Valbensbågen, the Whalebone Arch är sedan 1933 placerad utanför kyrkan. Katedralen är avbildad på falkländska pundsedlar.